# Zasada superpozycji (teoria obwodów)
Zasada superpozycji – twierdzenie teorii obwodów, stosowane do rozwiązywania układów elektrycznych liniowych.

## Treść
W układzie liniowym, w którym działa {\displaystyle n} pobudzeń, prąd {\displaystyle i} (napięcie {\displaystyle u}) dowolnego dwójnika jest sumą prądów {\displaystyle i^{(k)}} (napięć {\displaystyle u^{(k)}}) wywołanych w tym dwójniku działaniem każdego z pobudzeń z osobna.

czyli: {\displaystyle i=\sum \limits _{k=1}^{n}i^{(k)}} oraz {\displaystyle u=\sum \limits _{k=1}^{n}u^{(k)}}
W ogólności każdy prąd gałęziowy (napięcie gałęziowe) stanowi kombinację liniową prądów (napięć) źródłowych. Wielkości źródłowe mogą zmieniać się w funkcji czasu. Zasada nie obowiązuje dla układów nieliniowych.

## Metoda superpozycji

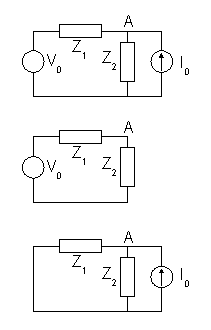
Przykład rozbicia schematu obwodu na dwa podobwody podczas analizy metodą superpozycji

Opierająca się na zasadzie superpozycji metoda, pomaga w wyznaczeniu prądu lub napięcia w wybranej gałęzi układu liniowego, zawierającego co najmniej dwa źródła niezależne. Może to być układ o strukturze zarówno szeregowo-równoległej jak i mostkowej. Prąd (napięcie) w danej gałęzi obwodu jest równy sumie prądów (napięć) wytworzonych w niej przez każde z niezależnych źródeł z osobna przy wyłączeniu pozostałych niezależnych źródeł, tj. zastąpieniu źródeł napięciowych zwarciami, a prądowych rozwarciami; źródła sterowane pozostają bez zmian. Umożliwia to analizę kilku podukładów, prostszych od układu wyjściowego.